# Archilejeunea autoica
Archilejeunea autoica là một loài Rêu trong họ Lejeuneaceae. Loài này được Vanden Berghen mô tả khoa học đầu tiên năm 1951.